# Загородній Олег Сергійович
Загородній Олег Сергійович (нар. 27 жовтня 1987) — український актор, найбільш відомий завдяки воєнній романтичній драмі 2021 року «Жар-птиця».

## Життєпис
Олег Загородній народився 27 жовтня 1987 року в Києві.
У 2005 році вступив до Київського національного університету театру, кіно і телебачення імені І. К. Карпенка-Карого (курс М. Ю. Резніковича), який закінчив у 2010 році. Після завершення навчання працював у Національному академічному театрі російської драми імені Лесі Українки. З 2010 року знімається в кіно, дебютувавши у фільмах «Демони» та «1942».
У 2012 році переїхав до Росії, де з 2015 року розпочав роботу в одному з найвідоміших театрів Москви — Гоголь-центрі.
У 2021 році Загородній зіграв головну роль Романа Матвєєва, льотчика-винищувача радянських ВПС, у фільмі «Жар-птиця» (англ. Firebird). Герой фільму закохується в рядового Сергія Серебренникова (Том Прайор) під час Холодної війни у 1970-х роках. Фільм викликав хвилю критики в Росії за «ганьбу Москви».

## Громадянська позиція та благодійність
Після початку повномасштабного вторгнення Росії в Україну у 2022 році Олег Загородній припинив творчу діяльність у Росії та повернувся до України.
Того ж року актор заснував бренд одягу у військовому стилі під назвою Brave+1. Усі прибутки та пожертви від проєкту спрямовуються на пошиття військової форми, термобілизни та спорядження для українських військовослужбовців.
Загородній також активно підтримує ініціативи на підтримку ЗСУ через соціальні мережі та співпрацює з Українською військовою лігою.

## Фільмографія
- 2010 — Демони — син мажора
- 2010 — 1942 — партизан
- 2011 — Матч — правий захисник
- 2011 — Повернення Мухтара‑7 — епізод
- 2012 — Пиріг (короткометражка) — Семен
- 2012 — Оборотень в погонах — Діма Колесніков
- 2012 — Женочий лікар — Ігор
- 2012 — Джамайка — Толік
- 2012 — Брат за брата‑2 — піарщик
- 2016 — Судьба напрокат — Микита
- 2016 — Бойцовский срыв — Кирило Корсаков
- 2017 — Домохозяин — Артур Соколов
- 2018 — Радуга в поднебесье — Вадим
- 2019 — Зоя — Вася Семенов
- 2020 — Исчезающие следы — Андрій Романенко
- 2020 — Ангели — Андрей
- 2021 — Жар‑птиця / Firebird — Роман Матвєєв
- 2021 — Пленница — Олексій Авєрін
- 2021 — Можешь мне верить — Максим
- 2021 — Обними меня (короткометражка)